# Rugby 7 en los Juegos del Pacífico Sur 2003
El Rugby 7 en los Juegos del Pacífico Sur 2003 se jugó entre el 3 y 5 de julio de 2003 en Suva, Fiyi, participaron 11 selecciones de Oceanía.
Fiyi venció en la final a las Islas Cook para ganar la medalla de oro.

## Resultados

### Grupo A
| Pos | Países             | Partidos | Partidos | Partidos | Partidos | Tantos | Tantos | Tantos | Pts |
| Pos | Países             | J        | G        | E        | P        | PF     | PC     | DP     | Pts |
| --- | ------------------ | -------- | -------- | -------- | -------- | ------ | ------ | ------ | --- |
| 1   | Papúa Nueva Guinea | 2        | 2        | 0        | 0        | 74     | 5      | +69    | 6   |
| 2   | Tokelau            | 2        | 1        | 0        | 1        | 38     | 27     | +11    | 4   |
| 3   | Guam               | 2        | 0        | 0        | 2        | 5      | 85     | −80    | 2   |

|  | Clasificados a cuartos de final. |

### Grupo B
| Pos | Países          | Partidos | Partidos | Partidos | Partidos | Tantos | Tantos | Tantos | Pts |
| Pos | Países          | J        | G        | E        | P        | PF     | PC     | DP     | Pts |
| --- | --------------- | -------- | -------- | -------- | -------- | ------ | ------ | ------ | --- |
| 1   | Samoa           | 3        | 3        | 0        | 0        | 124    | 7      | +117   | 9   |
| 2   | Niue            | 3        | 2        | 0        | 2        | 38     | 29     | +9     | 7   |
| 3   | Vanuatu         | 3        | 1        | 0        | 2        | 15     | 60     | −45    | 5   |
| 4   | Nueva Caledonia | 3        | 0        | 0        | 3        | 10     | 91     | −81    | 3   |

|  | Clasificados a cuartos de final. |

### Grupo C
| Pos | Países          | Partidos | Partidos | Partidos | Partidos | Tantos | Tantos | Tantos | Pts |
| Pos | Países          | J        | G        | E        | P        | PF     | PC     | DP     | Pts |
| --- | --------------- | -------- | -------- | -------- | -------- | ------ | ------ | ------ | --- |
| 1   | Fiyi            | 3        | 3        | 0        | 0        | 145    | 0      | +145   | 9   |
| 2   | Islas Cook      | 3        | 2        | 0        | 2        | 83     | 45     | +38    | 7   |
| 3   | Tonga           | 3        | 1        | 0        | 2        | 94     | 64     | +30    | 5   |
| 4   | Wallis y Futuna | 3        | 0        | 0        | 3        | 0      | 213    | −213   | 3   |

|  | Clasificados a cuartos de final. |

#### Bowl (9° y 10° puesto)
|  | Copa de plata   |                 |    |  |
|  |                 |                 |    |  |
|  | Nueva Caledonia | Nueva Caledonia | 40 |  |
|  | Nueva Caledonia | Nueva Caledonia | 40 |  |
|  | Guam            | Guam            | 17 |  |
|  | Guam            | Guam            | 17 |  |

#### 5° al 8° puesto
|  | Copa de plata      | Copa de plata      | Copa de plata |      |                    | Quinto puesto      | Quinto puesto | Quinto puesto |  |
|  |                    |                    |               |      |                    |                    |               |               |  |
|  |                    |                    |               |      |                    |                    |               |               |  |
|  | Papúa Nueva Guinea | Papúa Nueva Guinea | 36            |      |                    |                    |               |               |  |
|  | Papúa Nueva Guinea | Papúa Nueva Guinea | 36            |      |                    |                    |               |               |  |
|  | Vanuatu            | Vanuatu            | 5             |      |                    |                    |               |               |  |
|  | Vanuatu            | Vanuatu            | 5             |      | Papúa Nueva Guinea | Papúa Nueva Guinea | 33            |               |  |
|  |                    |                    |               |      | Papúa Nueva Guinea | Papúa Nueva Guinea | 33            |               |  |
|  |                    |                    | Niue          | Niue | 12                 |                    |               |               |  |
|  | Niue               | Niue               | Niue          | Niue | 12                 | 17                 |               |               |  |
|  | Niue               | Niue               |               |      |                    | 17                 |               |               |  |
|  | Tahití             | Tahití             | 14            |      |                    |                    |               |               |  |
|  | Tahití             | Tahití             | 14            |      |                    |                    |               |               |  |
|  |                    |                    |               |      |                    |                    |               |               |  |

#### Copa de oro
|  | Cuartos de final   | Cuartos de final   | Cuartos de final |            |            | Semifinales | Semifinales | Semifinales |       |        | Oro    | Oro    | Oro |  |
|  |                    |                    |                  |            |            |             |             |             |       |        |        |        |     |  |
|  |                    |                    |                  |            |            |             |             |             |       |        |        |        |     |  |
|  | Fiyi               | Fiyi               | 50               |            |            |             |             |             |       |        |        |        |     |  |
|  | Fiyi               | Fiyi               | 50               |            |            |             |             |             |       |        |        |        |     |  |
|  | Vanuatu            | Vanuatu            | 5                |            |            |             |             |             |       |        |        |        |     |  |
|  | Vanuatu            | Vanuatu            | 5                |            | Fiyi       | Fiyi        | 36          |             |       |        |        |        |     |  |
|  |                    |                    |                  |            | Fiyi       | Fiyi        | 36          |             |       |        |        |        |     |  |
|  |                    |                    | Tonga            | Tonga      | 0          |             |             |             |       |        |        |        |     |  |
|  | Tonga              | Tonga              | Tonga            | Tonga      | 0          | 19          |             |             |       |        |        |        |     |  |
|  | Tonga              | Tonga              |                  |            |            |             |             |             |       |        |        |        |     |  |
|  | Papúa Nueva Guinea | Papúa Nueva Guinea | 14               |            |            |             |             |             |       |        |        |        |     |  |
|  | Papúa Nueva Guinea | Papúa Nueva Guinea | 14               |            |            |             |             |             |       | Fiyi   | Fiyi   | 43     |     |  |
|  |                    |                    |                  |            |            |             |             |             |       | Fiyi   | Fiyi   | 43     |     |  |
|  |                    |                    | Islas Cook       | Islas Cook | 10         |             |             |             |       |        |        |        |     |  |
|  | Islas Cook         | Islas Cook         | Islas Cook       | Islas Cook | 10         | 36          |             |             |       |        |        |        |     |  |
|  | Islas Cook         | Islas Cook         |                  |            |            |             |             |             |       |        |        |        |     |  |
|  | Niue               | Niue               | 0                |            |            |             |             |             |       |        |        |        |     |  |
|  | Niue               | Niue               | 0                |            | Islas Cook | Islas Cook  | 14          |             |       | Bronce | Bronce | Bronce |     |  |
|  |                    |                    |                  |            | Islas Cook | Islas Cook  | 14          |             |       | Bronce | Bronce | Bronce |     |  |
|  |                    |                    | Samoa            | Samoa      | 12         |             |             |             |       |        |        |        |     |  |
|  | Samoa              | Samoa              | Samoa            | Samoa      | 12         | 21          |             |             | Samoa | Samoa  | 50     |        |     |  |
|  | Samoa              | Samoa              |                  |            |            |             |             |             | Samoa | Samoa  | 50     |        |     |  |
|  | Tahití             | Tahití             | 0                |            |            |             |             |             |       |        | Tonga  | Tonga  | 0   |  |
|  | Tahití             | Tahití             | 0                |            |            |             |             |             |       |        | Tonga  | Tonga  | 0   |  |
|  |                    |                    |                  |            |            |             |             |             |       |        |        |        |     |  |